# جان رید (سیاستمدار)
جان رید (انگلیسی: John Reid؛ زادهٔ ۸ مهٔ ۱۹۴۷) سیاست‌مدار اهل بریتانیا است.
وی از سال ۱۹۹۸ تا ۱۹۹۹ وزیر ترابری، از ۲۰۰۳ تا ۲۰۰۵ وزیر سلامت و مددکاری اجتماعی و از ۲۰۰۵ تا ۲۰۰۶ وزیر دفاع بریتانیا بوده است.